# Rivière Onatchiway
Rivière Onatchiway är ett vattendrag i Kanada.   Det ligger i provinsen Québec, i den östra delen av landet, 500 km nordost om huvudstaden Ottawa. Rivière Onatchiway ligger vid sjöarna  Lac Onatchiway och Petit lac Onatchiway.
I omgivningarna runt Rivière Onatchiway växer i huvudsak blandskog. Trakten runt Rivière Onatchiway är nära nog obefolkad, med mindre än två invånare per kvadratkilometer.